# Impatiens notolopha
Impatiens notolopha är en balsaminväxtart som beskrevs av Carl Maximowicz. Impatiens notolopha ingår i släktet balsaminer, och familjen balsaminväxter. Inga underarter finns listade i Catalogue of Life.